# 1769 en droit
Cet article présente les faits marquants de l'année 1769 en droit.

## Événements
- Les documents pontificaux ne sont publiés en Toscane qu’après l’accord du gouvernement[1].

- 20 février, Grande-Bretagne : les whigs fondent une Société des partisans de la Déclaration des droits pour appuyer le combat de John Wilkes après que son élection ait été annulé le 17[2].

- 2 mars : restriction du droit de mainmorte en Toscane[3].

## Naissances
- 22 septembre : Jacques Berriat-Saint-Prix, jurisconsulte français, professeur de procédure civile et législation criminelle à l'École de droit de Grenoble puis à la faculté de droit de Paris (° 4 octobre 1845).